# Gevlekt boompadje
Het gevlekt boompadje (Allophryne ruthveni) is een kikker uit de familie Allophrynidae. De soort werd voor het eerst wetenschappelijk beschreven door Helen Beulah Thompson Gaige in 1926. De soortaanduiding ruthveni is een eerbetoon aan de Amerikaanse herpetoloog Alexander Grant Ruthven (1882 - 1971).
Het geslacht werd vroeger tot de glaskikkers (Centronellidae) gerekend. Het was lange tijd de enige soort uit de familie Allophrynidae, totdat in 2012 een tweede en in 2013 een derde soort werden beschreven.

## Uiterlijke kenmerken
Het gevlekt boompadje wordt ongeveer 2,5 tot 3 centimeter lang, mannetjes blijven kleiner dan vrouwtjes. De kleur is variabel; de buik is zwart met lichtere tot witte vlekken, de rugzijde is groen tot bruin met onregelmatige gele en zwarte vlekken of strepen. Uiterlijk lijkt de kikker op een boomkikker, maar de bouw van de tenen wijkt af.

## Algemeen
Allophryne ruthveni is een boombewonende soort die voorkomt in Zuid-Amerika; Brazilië, Frans-Guyana, Guyana, Suriname en Venezuela. De kikker leeft in bossen op enkele meters hoogte langs de waterkant van meren en rivieren. Mannetjes kwaken vanuit de bomen met een enkelvoudige keelzak. Hiermee wordt een zacht, raspend geluid geproduceerd.